# Karel Prokop
Karel Prokop (8. října 1893 Horní Kralovice – 8. září 1943 věznice Plötzensee) byl za první světové války příslušníkem československých legií v Rusku. Za protektorátu byl coby inspektor I. třídy finanční stráže zaměstnán ve funkci přednosty a inspektora Finančního úřadu potravní daně v Praze. Jedna z kanceláří tohoto úřadu byla dislokována v jinonickém akcízu. Karel Prokop spolu se svým synem Miroslavem Prokopem stáli u zrodu ilegální odojové skupiny sdružující obyvatele pražských čtvrtí Jinonice a Radlice. V Praze – Jinonicích byl Prokop vedoucím (přezdívka „Strejda“) jinonické odbojové skupiny.  Karel Prokop byl také zástupcem MUC. Václava Rusého a JUC. Vítězslava Dvořáka, kteří stáli v čele ilegální skupiny Vašek-Čeněk. 

## Životopis

### Do první světové války
Karel Prokop se narodil dne 8. října 1893 v Horních Královicích na bývalém okresu Ledeč nad Sázavou jako syn obuvníka Albína Prokopa. Po vychození pět let trvající základní školy a absolvování pětileté měšťanské školy v Dolních Kralovicích se učil tři roky v odborném učilišti v Novém Bydžově obuvníkem. Do roku 1914 pracoval ve své živnosti pro různé firmy.

### Léta 1914 až 1920
Po vypuknutí první světové války byl v roce 1914 povolán k 21. pěšímu pluku do Čáslavi. S tímto plukem byl pak ve stejném roce (1914) odvelen na ruskou frontu, kde v listopadu 1914 padl do zajetí. Asi po třech letech strávených v ruském zajetí vstoupil Karel Prokop (v roce 1917) do československých legií v Rusku a v jejich řadách se zúčastnil bojů proti bolševikům. V roce 1920 se vrátil do vlasti v poddůstojnické hodnosti (San.-Unteroffizier). 

### Kariéra v celní správě
V témže roce (1920) se ucházel o zaměstnání na zemském finančním ředitelství (Finanzlandesdirection) v Praze a byl přijat na úřednickou pozici finančního kontrolora (Finanzwachbeamter). Po absolvování dvouměsíčního kurzu strávil jeden rok jako finanční dohlížitel (Finanzwachaufseher) na Novém Světě (Neu-Welt). Hned potom absolvoval tříměsíční celní kurz (Zollkursus) a odtud přešel jako stážista (Praktikant) na celnici (Königssaal bei Liebau). V letech 1920 až 1924 pracoval jako celník (Zollaufseher) na celnici v Mezilesí (Mittelwalde) v Kladsku. Zde se dne 22. října 1922 narodil manželům Prokopovým jejich syn Miroslav. V letech 1924 až 1927 pracoval K. Prokop jako celník (Zolleinnehmer) na celním úřadě v Loučné pod Klínovcem (Böhmisch Wiesenthal). V letech 1927 až 1933 působil na celním úřadě v Soběnicích (Žebnici) (město Sebnitz se nachází v zemském okrese Saské Švýcarsko-Východní Krušné hory). Právě zde, ve Šluknovském výběžku se dostal do konfliktu s henleinovci a v Německu na něj byl dokonce vydán zatykač. Konečně od roku 1933 až do přepadení jinonického akcízu (4. října 1941) vykonával funkci přednosty a inspektora Finančního úřadu potravní daně v Praze – Jinonicích.

### Angažovanost
Před vznikem protektorátu nebyl Karel Prokop politicky angažován. Od vzniku Národní souručenství (NS) (6. dubna 1939) byl členem této (v protektorátu nacisty jediné povolené) politické organizace (strany). Mezi lety 1935 až 1938 byl členem Sokola, kde ale nezastával žádnou funkci.

## Zátah na jinonický akcíz

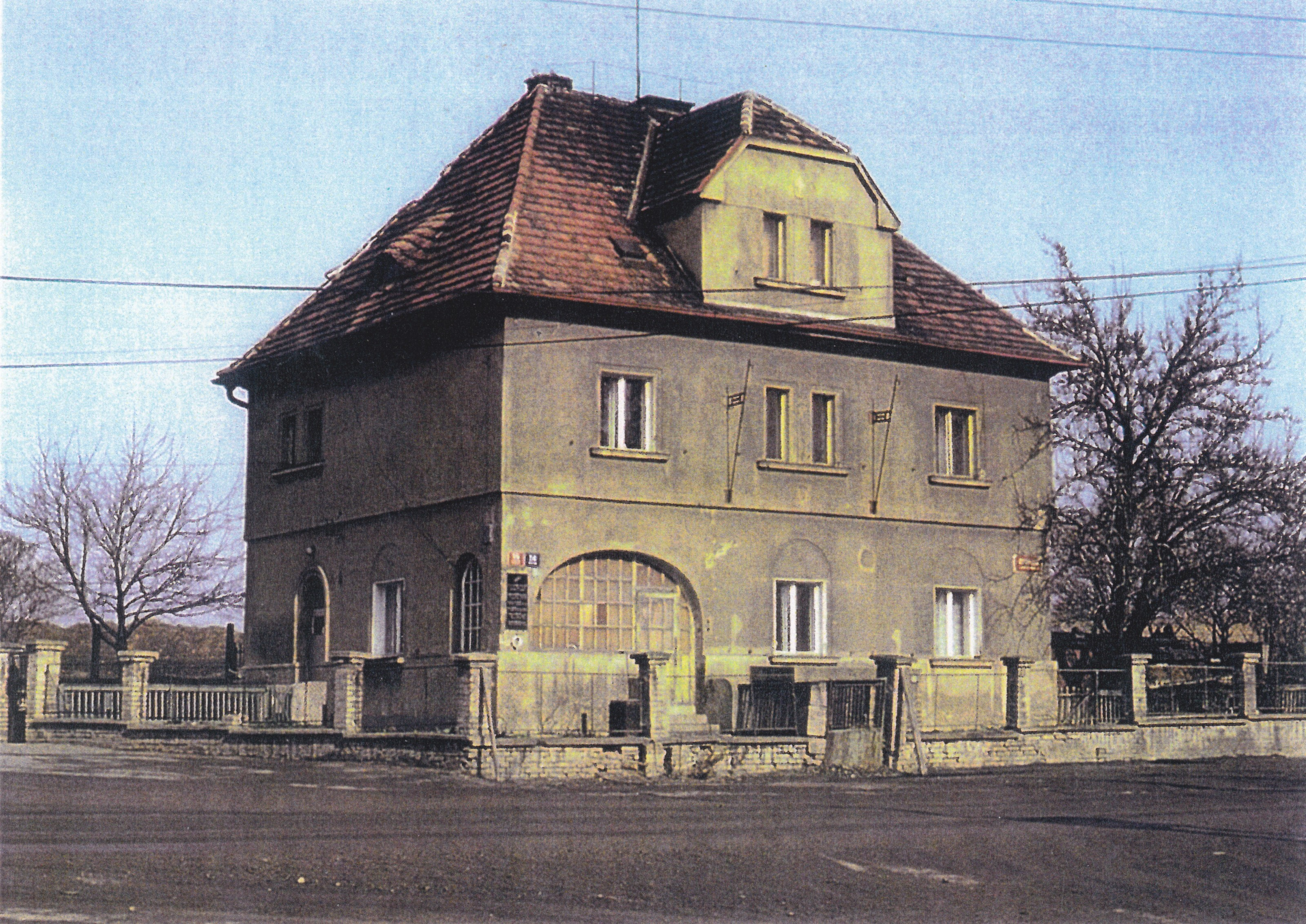
Budova jinonického akcízu
Foto: Zdeněk Novotný

V přízemí jinonického akcízu se nacházela kancelář finanční stráže, v prvním poschodí byt velitele stanice Karla Prokopa, ve kterém bydlel se svou manželkou Emilií a synem Miroslavem. Při zátahu gestapa na Jinonický akcíz (v noci z 3. na 4. října 1941) se Karlu Prokopovi (jako jedinému) podařilo uniknout. Když jej jeden z gestapáků přinutil jít nahoru do služebního bytu, Karel Prokop se náhle svému strážci v tmavé chodbě vysmekl a uskočil ke dveřím do dvora. V mžiku jimi proběhl, zabouchl je za sebou a otočil klíčem. Následně prchal zadem z domu, aniž hlídka před akcízem tušila, co se uvnitř domu děje. Když zaskočený příslušník gestapa vyběhl ven, měl již Karel Prokop pěkný náskok. Velitel finančníků vyběhl přes zahradu do polí a v nich se svým pronásledovatelům ztratil.

## Ukrývání

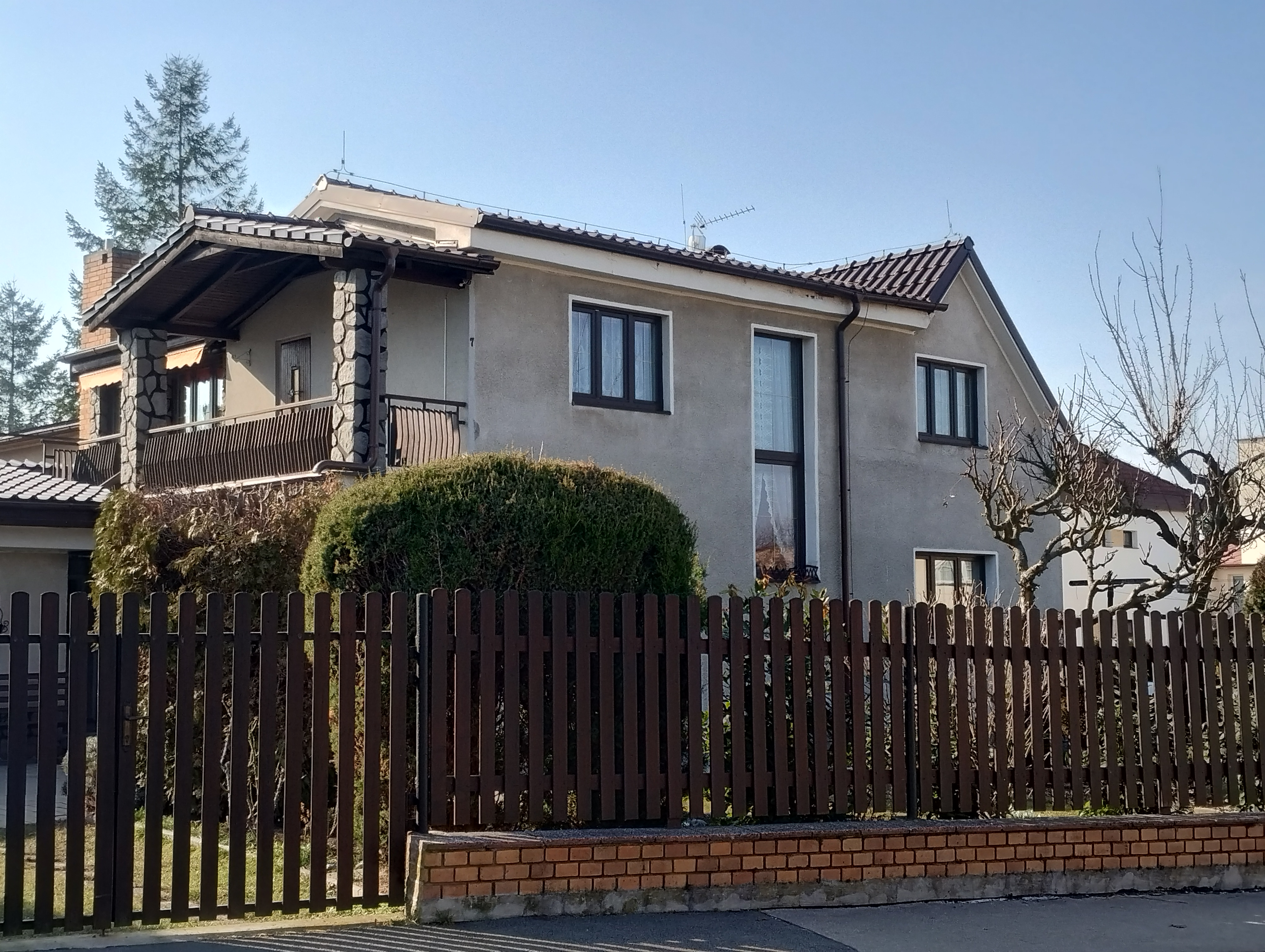
Dům Jiřího Pilmajera dnes (2025), V Zálesí 756/7, Praha 5-Hlubočepy (za protektorátu Pražská čtvrť, Slivenec)

Karel Prokop uprchl k členovi jinonické odbojové skupiny Jiřímu Pilmajerovi  do Slivence (dnes Praha-Hlubočepy, V Zálesí 756/7) a odtamtud pokračoval pěšky až do Karlštejna (což je asi 20 kilometrů). Tady nastoupil do vlaku směr Plzeň, kde se ukryl jako pacient na interní klinice profesora MUDr. Františka Šimera. Tento úkryt zprostředkoval Karlu Prokopovi MUC. Václav Rusý. Přes starostu Radobyčic, Karla Baxu, opatřil Rusý Prokopovi také falešné osobní doklady na jméno "Karel Kropáček".

Falešné dokumenty Karla Prokopa na jméno Karel Kropáček
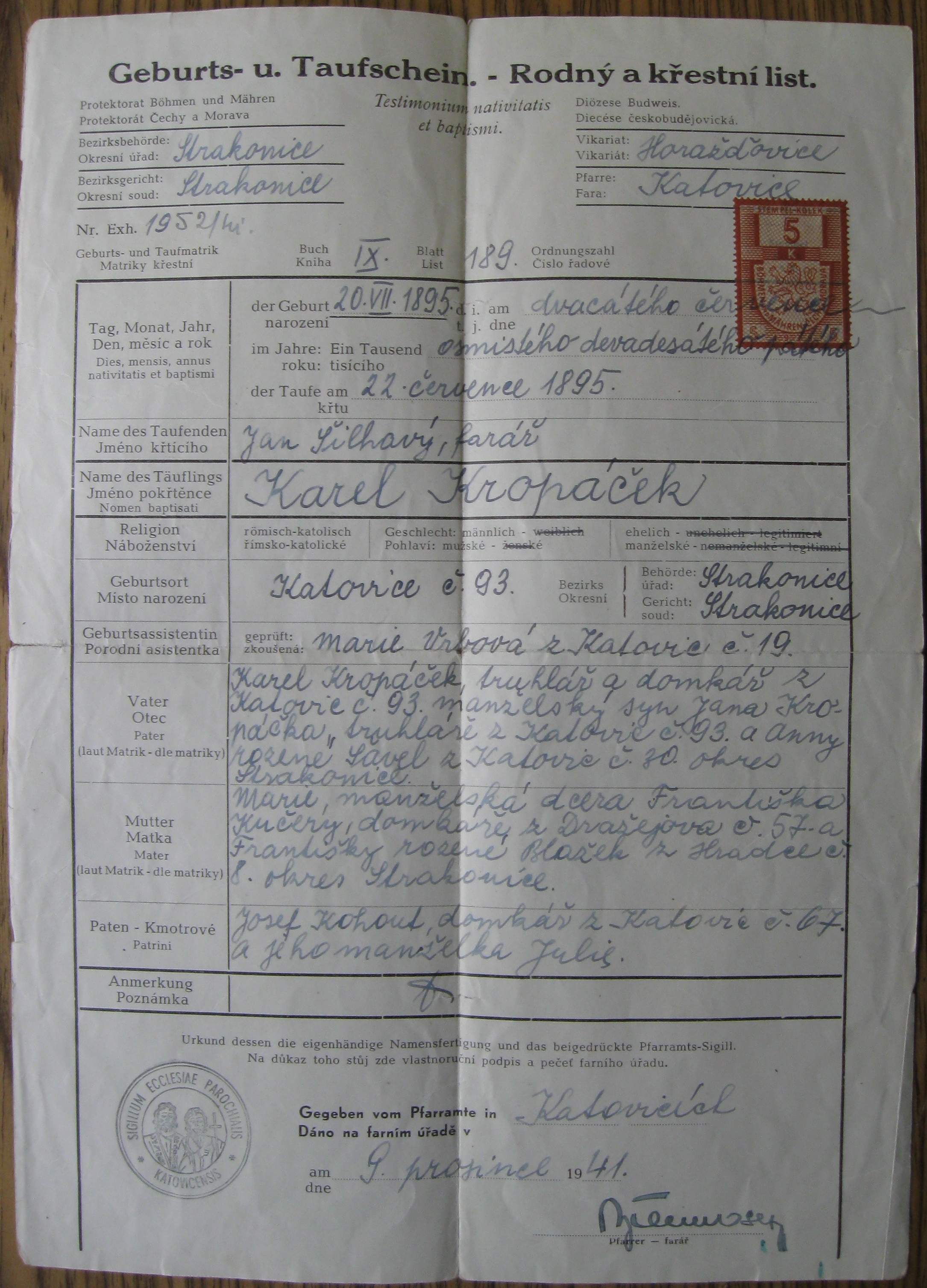
Rodný a křestní list (1941)
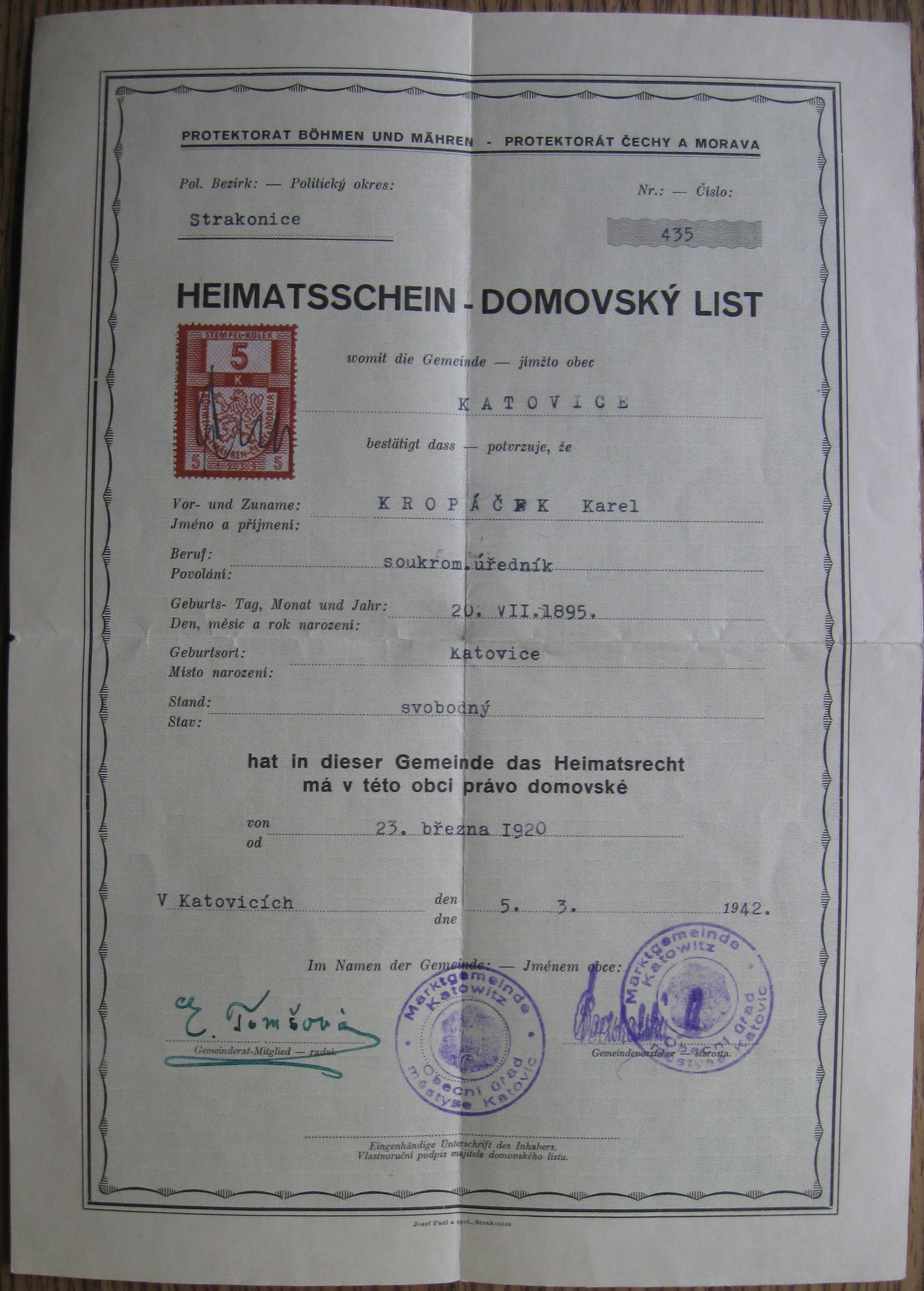
Domovský list (1941)
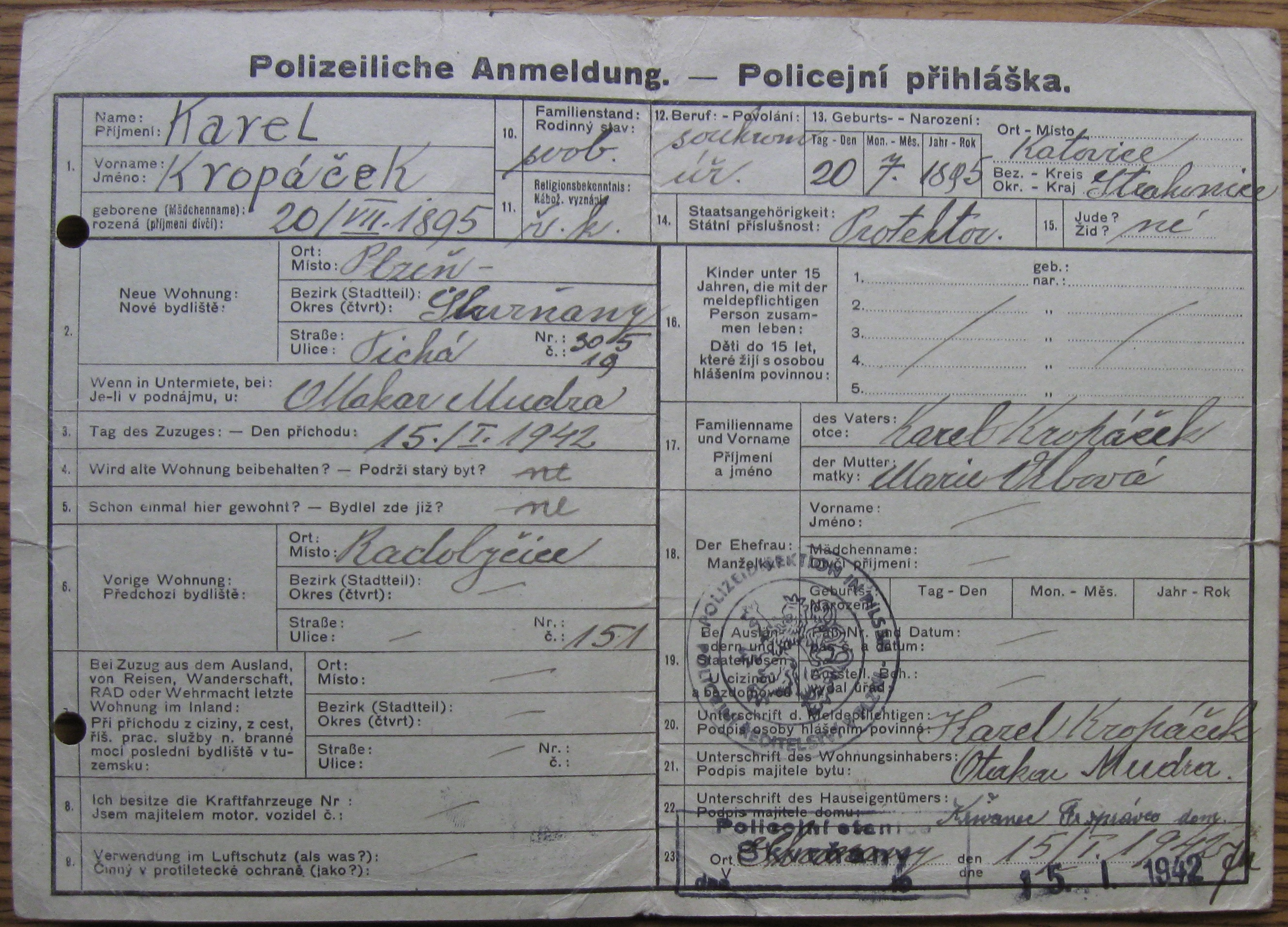
Policejní přihláška (1941)
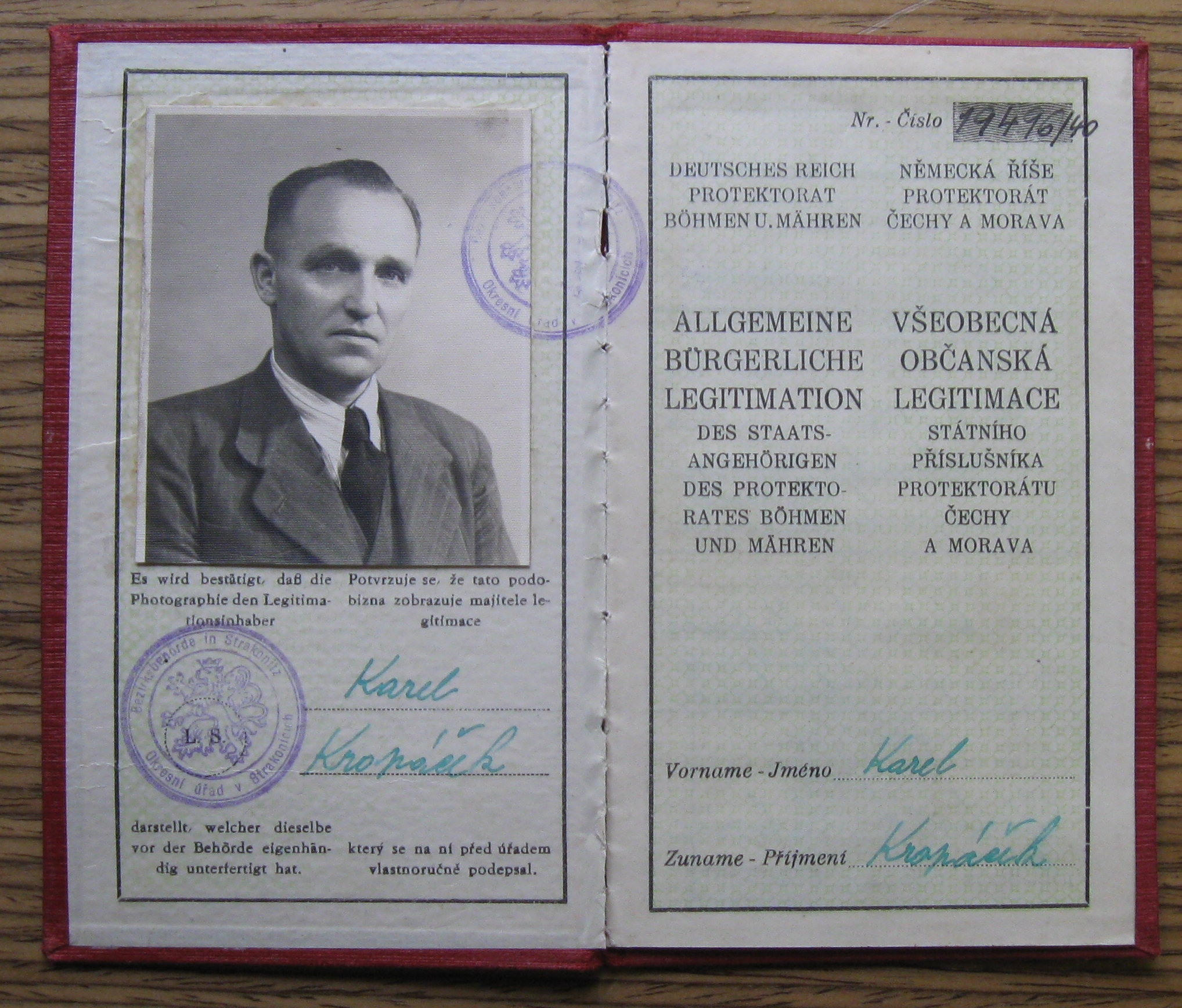
Legitimace (1941)

## Dopadení, odsouzení, ...

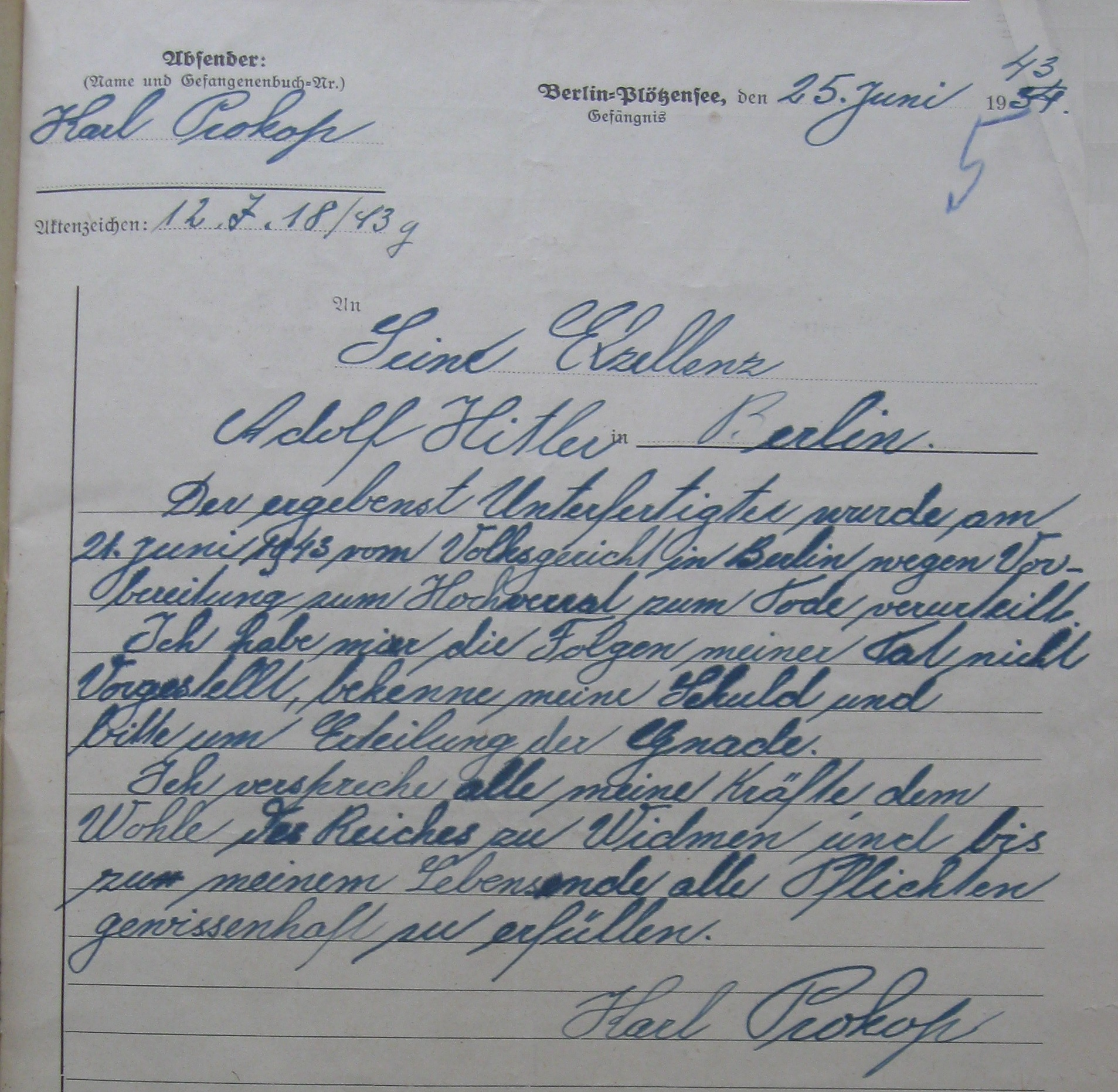
Žádost o milost adresovaná Adolfu Hitlerovi do Berlína

V noci na 4. července 1942 však přesto Karla Prokopa zatkli v Plzni - Skvrňanech. Byl vyslýchán, vězněn, souzen a konečný verdikt (z 21. června 1943) byl zdůvodněn takto:
Obviněný Karel Prokop úmyslnou podporou českého hnutí odporu připravoval odtržení protektorátních území od říše a podporoval nepřátele říše. Obzvláště se provinil tím, že dal svůj byt k dispozici pro radiové vysílání zpráv do Londýna. Proto byl odsouzen k trestu smrti a navždy k propadnutí občanských práv.
Jménem německého lidu:, volný překlad zdůvodnění rozsudku smrti
Německy psaná žádost Karla Prokopa o milost, adresovaná Adolfu Hitlerovi do Berlína, kterou vlastnoručně na smrt odsouzený dne 25. června 1943 sepsal, nebyla vyslyšena. Při tzv. „krvavých nocích“ dne 8. září 1943 jej popravili ve věznici v Berlíně-Plötzensee.

Vazební fotografie Karla Prokopa (rok 1942)
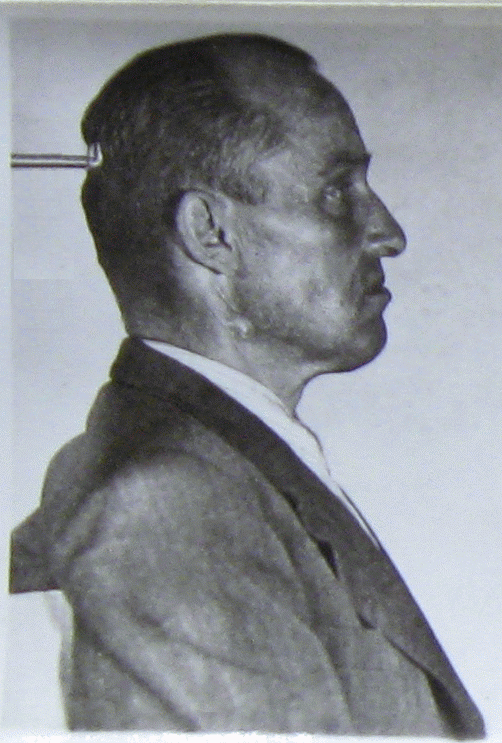
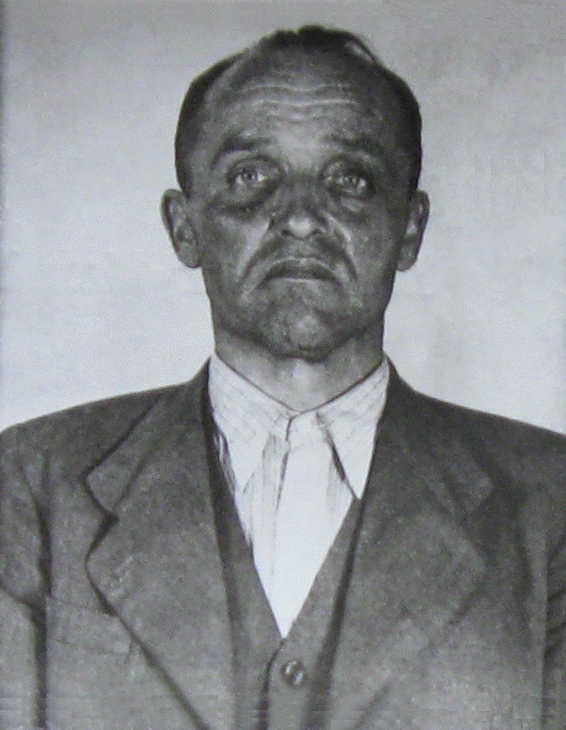
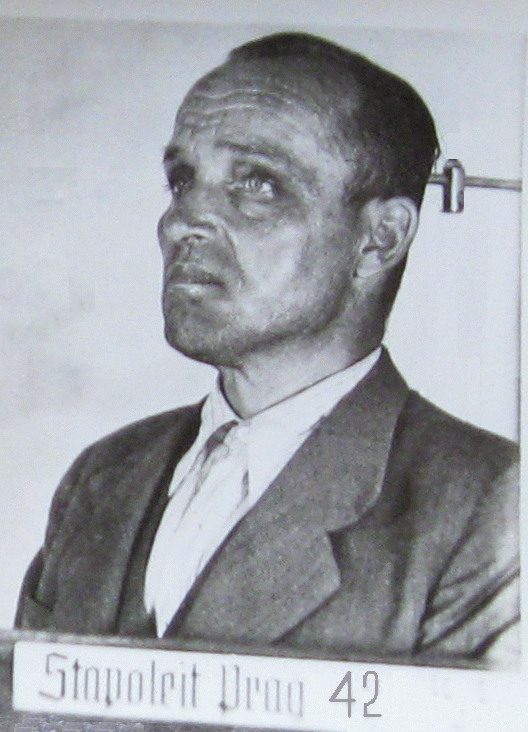

- [2]

## Emílie Prokopová
Emilii Prokopovou rovněž při akci zatklo gestapo a hned ji na místě podrobilo výslechu. Cílem zásahu gestapa v akcízu však nebylo jen zlikvidovat členy odboje, ale především získat cenné depeše. Význačnou depeši, kterou na akcíz dopravil kurýr, ve zmatku akce a tmě paní Emilie spolkla, na což ale gestapo nepřišlo. Jejím dalším místem pobytu byla Pankrác. Zanedlouho ji pak transportovali i s dalšími ženami do koncentračního tábora Ravensbrück. Tam se poznala s paní Boženou Klečkovou – manželkou radiotelegrafisty Jindřicha Klečky. Obě ženy válku přežily a v koncentračním táboře Ravensbrück se dočkaly osvobození. Dlouhého života si ale Emílie Prokopová neužila. Brzy po osvobození zemřela na následky předchozích útrap.

## Miroslav Prokop
První leta protektorátu zastihla Miroslava Prokopa v roli studenta obchodní školy, byl členem Skauta a Sokola. V době přepadení akcízu byl doma ve služebním bytě Prokopových. Mirek měl pro případ zátahu gestapa předem připravený úkryt, do něhož se mu podařilo včas se uchýlit. V úkrytu setrval i po skončení zátahu, ale objevil jej příliš horlivý protektorátní policista Kraus až skoro k ránu schovaného na půdě ve výklenku za komínem. (Člen finanční stráže Stanislav Medřík později tvrdil, že se mladý Prokop schoval pod necky). Kraus Prokopa okamžitě vydal gestapu a to jej odvezlo na Pankrác do samovazby.  Mladý Prokop prošel velmi krutými výslechy v Petschkově paláci. Byl odvezen do Terezína, pak do Mauthausenu odkud se již nevrátil. Byl odsouzen k trestu smrti a 13. února 1942 (v 15.25) popraven v Mauthausenu smrtící benzinovou injekcí (vpíchnutou do srdeční krajiny).

Karel Prokop, Emilie Prokopová a jejich syn Miroslav Prokop
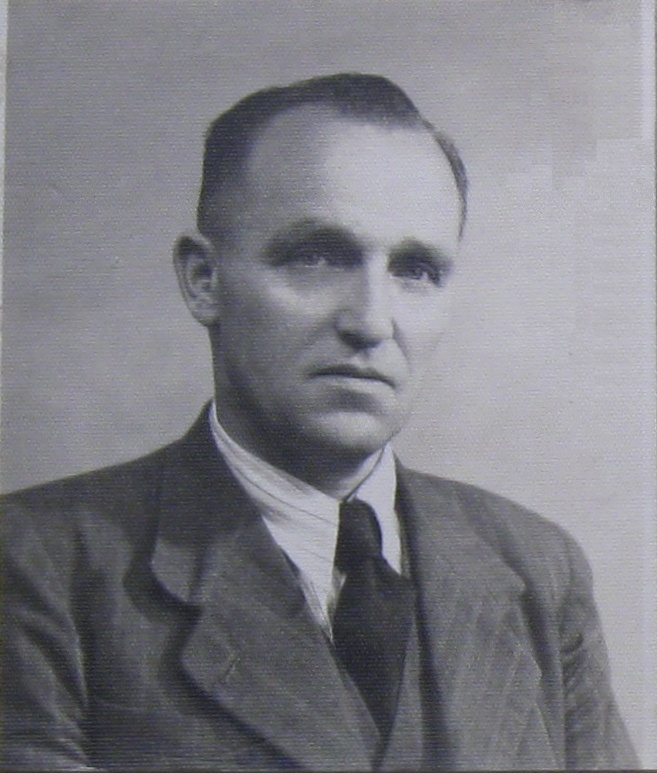
Karel Prokop – inspektor I. třídy finanční stráže
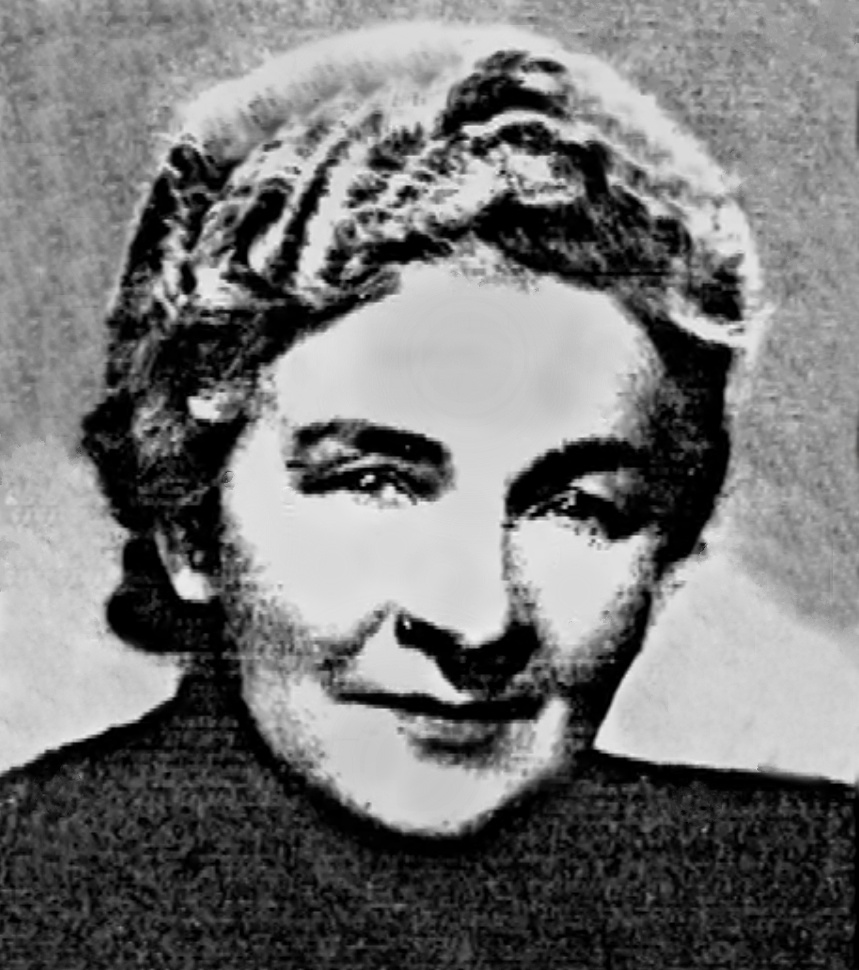
Emilie Prokopová
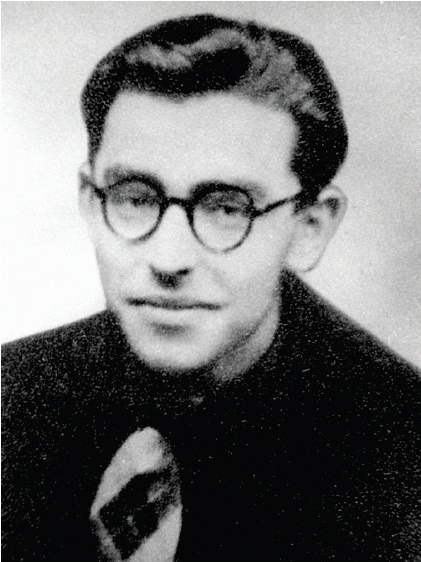
student Miroslav Prokop

## Pamětní desky

### Původní pamětní deska z jinonického akcízu

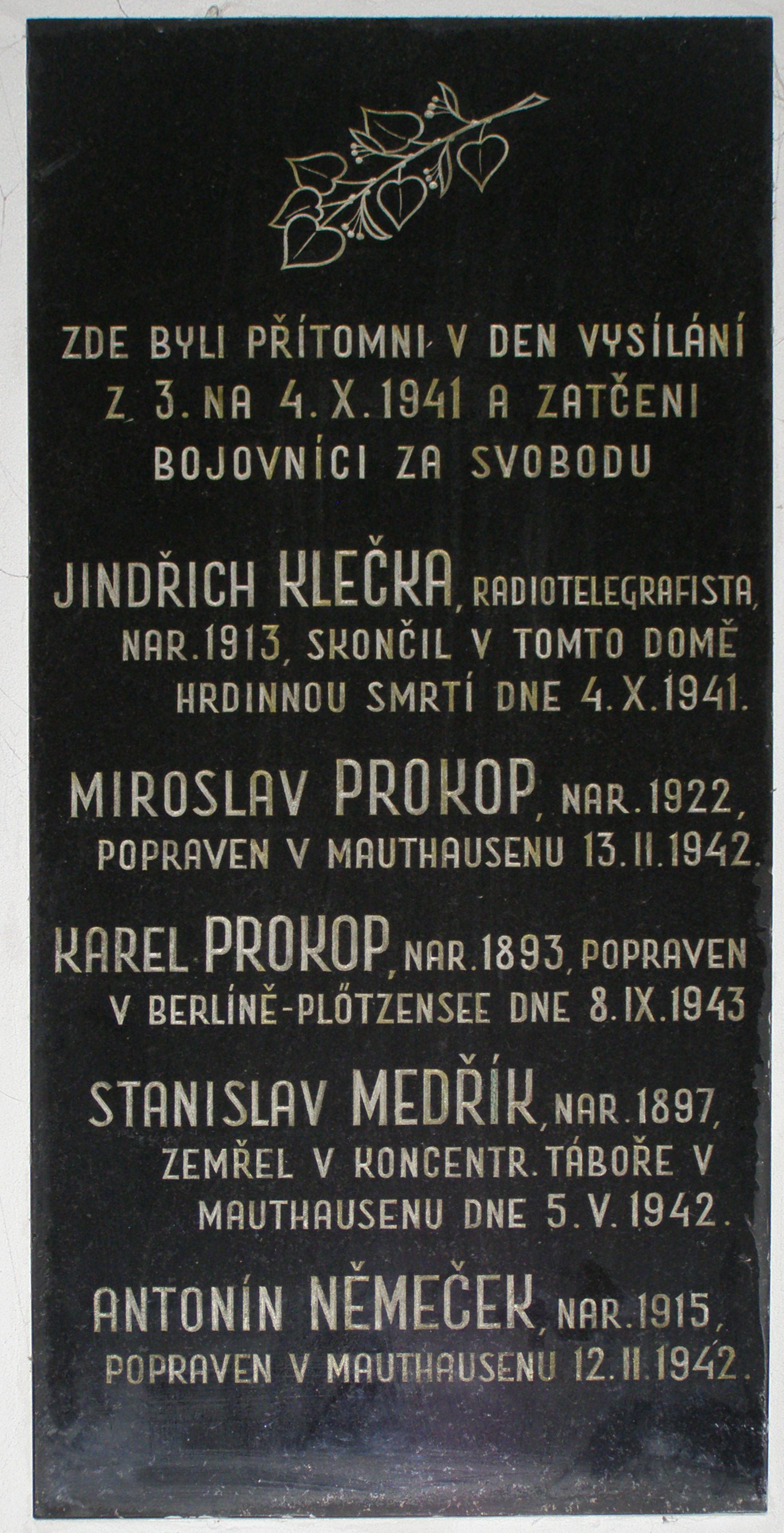
Pamětní deska z jinonického akcízu

Jména Karla Prokopa a jeho syna Miroslava Prokopa jsou uvedena na původní pamětní desce věnované hrdinům z jinonického akcízu. Deska se v současnosti (2016) nachází v předsíni budovy TJ Sokola Jinonice (Butovická 33/100, Praha 5 – Jinonice).

### Nový památník hrdinům z jinonického akcízu

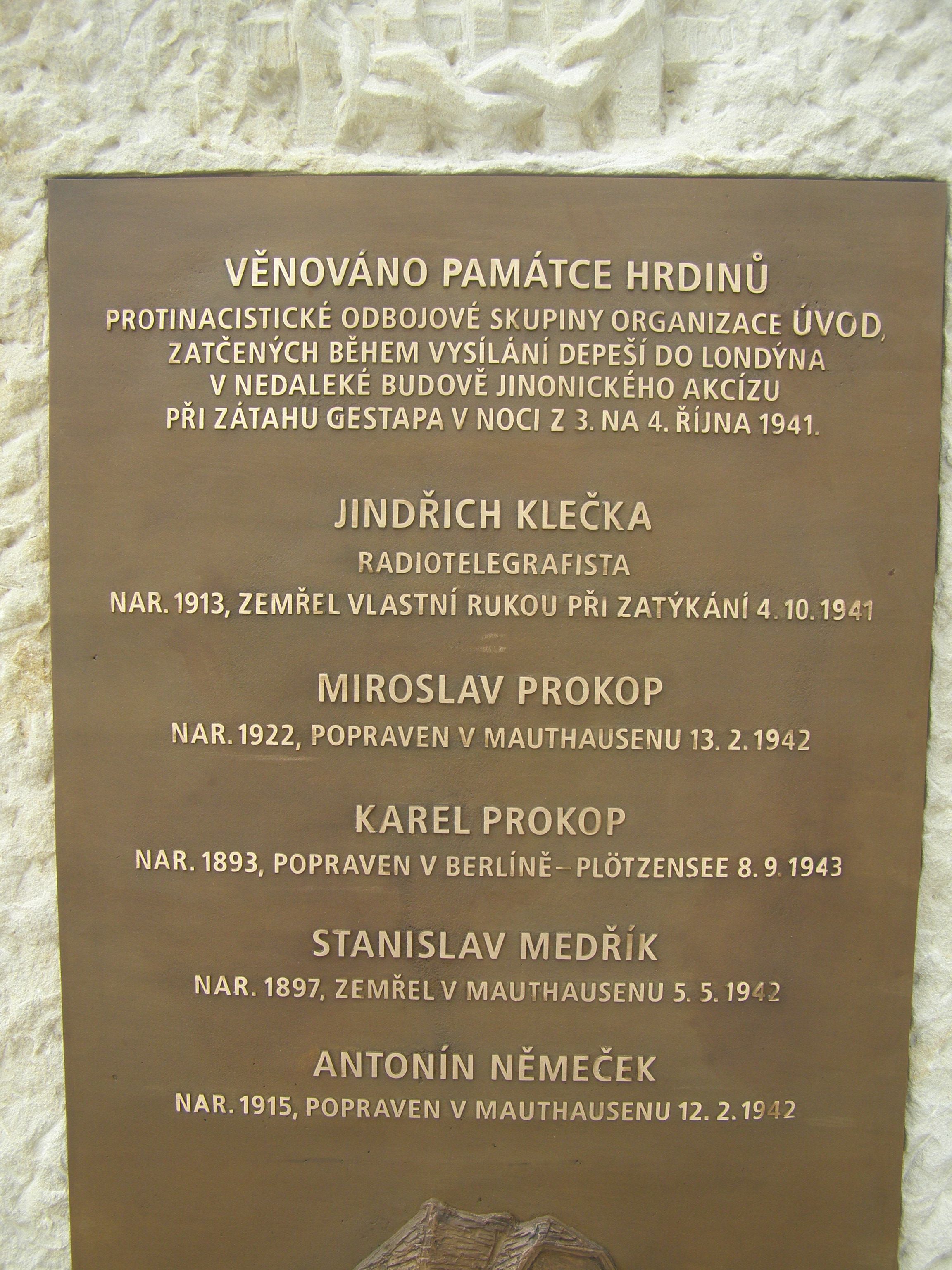
Text se jmény hrdinů
(pamětní deska: Praha, 2014)

Jména Karla Prokopa a jeho syna Miroslava Prokopa jsou uvedena i na bronzové pamětní desce umístěné na pískovcovém pomníku z dílny akademického sochaře Milana Váchy odhaleném 3. října 2014, který se nachází na veřejném prostranství (bulváru) poblíž stanice metra Nové Butovice v Praze 13.

## Geografická poznámka
Poblíž místa, kde ještě v roce 2001 stával v Praze jinonický akcíz se nyní (2016) nachází ulice "Prokopových". Ta nese svůj název od roku 2008 jako vzpomínku na velitele akcízu Karla Prokopa a jeho syna Miroslava Prokopa. (Ulice "Prokopových" je zalomena do pravého úhlu a spojuje delší cestou dvojici ulic "Řeporyjská" a "Radlická". Obdobnou, ale mnohem kratší spojnicí týchž ulic pak tvoří ulice sousední – "Stará Stodůlecká".)